# Idiocerus tontonus
Idiocerus tontonus är en insektsart som beskrevs av Ball och Parker 1946. Idiocerus tontonus ingår i släktet Idiocerus och familjen dvärgstritar. Inga underarter finns listade i Catalogue of Life.